# Comment faire tomber un dictateur quand on est seul, tout petit, et sans armes
Comment faire tomber un dictateur quand on est seul, tout petit et sans armes est un livre de Srdja Popovic, fondateur du Centre pour les actions et stratégies non-violentes appliquées.

## Thème
Le livre, qui se veut humoristique,, est décrit comme un manuel pour ceux qui veulent améliorer efficacement leur quartier, faire une différence dans leur communauté ou changer le monde de façon non-violente.
Il s'inscrit dans un mouvement de la jeunesse serbe et d'autres acteurs de la société civile serbe de l'époque

## Description
Les neuf principes du livre sont :
1. Voir grand mais commencer petit ;
2. Se doter d'une « vision pour demain » capable de fédérer largement ;
3. Identifier les piliers sur lesquels le pouvoir repose ;
4. Utiliser de l'humour ;
5. Retourner l’oppression contre elle-même ;
6. Construire l'unité entre les différents courants qui composent le mouvement ;
7. Élaborer une stratégie précise, étape par étape, jusqu'à l'objectif que vous vous êtes donné ;
8. Choisir la non-violence ;
9. Aller au bout de ce que vous avez commencé.

## Éditions
- Srdja Popovic (trad. de l'anglais par Françoise Bouillot, avec Matthew Miller), Comment faire tomber un dictateur quand on est seul, tout petit, et sans armes [« Blueprint for Revolution: How to Use Rice Pudding, Lego Men, and Other Nonviolent Techniques to Galvanize Communities, Overthrow Dictators, or Simply Change the World »], Paris, Payot, 2015, 286 p. (ISBN 978-2-228-91375-1) ; rééd. Payot et Rivages, coll. « Petite biblio Payot / Essais » (no 1000), 2017, 330 p.  (ISBN 978-2-228-91763-6 et 978-2-228-91388-1) [lire en ligne].